# Dragsmarks distrikt
Dragsmarks distrikt är ett distrikt i Uddevalla kommun och Västra Götalands län. 
Distriktet ligger vid kusten, sydväst om Uddevalla. 

## Tidigare administrativ tillhörighet
Distriktet inrättades 2016 och utgörs av socknen Dragsmark i Uddevalla kommun. 
Området motsvarar den omfattning Dragsmarks församling hade vid årsskiftet 1999/2000.